# Nexenta OS
NexentaOS es un sistema operativo basado en Debian y OpenSolaris para los arquitecturas IA-32 y x86-64. Es la primera distribución que combina Glibc con el núcleo de OpenSolaris y con las utilidades del espacio de usuario del núcleo. Nexenta Systems, Inc. ha iniciado el proyecto y patrocina su desarrollo continuado. Nexenta se basa en Ubuntu, pero con el núcleo Linux sustituido por el núcleo de OpenSolaris. Hacer esto ahorra tiempo y recursos sin tener que crear otro software para el sistema base. Hay dos APT(repositorios) oficiales: “prueba” e “inestable”, que suman 12.222 paquetes. Para el lanzamiento oficial se planea un tercer repositorio “estable”.
Está disponible en LiveCD, instalador de disco duro y en imagen de VMware. Los CD del código fuente están también disponibles para la transferencia directa. Puesto que Nexenta no utiliza el núcleo Linux y Sun Microsystems comenzó recientemente a lanzar el código de su sistema operativo, Solaris, la ayuda para el hardware libre no es todavía tan diversa como otras variantes de Debian. Las versiones privativas de Solaris se han hecho para ser más compatibles con el hardware de Sun y los equipos basados en SPARC, mientras que falta el soporte en x86. Pero esta situación está cambiando rápidamente ahora que la mayoría del código base de Solaris ha sido abierta bajo la licencia CDDL de Sun y soporta los drivers binarios sobre una interfaz de aplicación binaria ABI estable. Esto hace legal que los fabricantes de hardware lancen drivers de dispositivo sin el código fuente.